# سارة قائد
سارة قائد (بالإنجليزية: Sara Qaed)‏ هي فنانة ورسامة كاريكاتير بحرينية؛ وهي الحائزة على جائزة ابن رشد للفكر الحر عام 2019 بناءً على أعمالها الساخرة.

## التكريم
في عام 2019 قررت اللّجنة التابعة لجائزة ابن رشد للفكر الحر تقديم الجائزة لسارة قائد بناءً على رسومتها التي انتقدت بها الأنظمة الاستبدادية وأوصلت من خلالها رسائل حول المواضيع الإنسانية وأزمات النزوح.
نالت قائد الجائزة بعد اختيارها من قبل لجنة التحكيم إضافة لتنويهات عالية للمرشحين الآخرين وهم عماد حجاج من الأردن، وحبيب حداد من لبنان، ودعاء العدل من مصر، ورشاد السامي من اليمن، وطلال ناير من السودان، وعلي فرزات وفارس جبار من سورية.

## الجوائز
- جائزة ابن رشد للفكر الحر